# Fußball-Club Bayern München 2013-2014
Questa pagina raccoglie i dati riguardanti il Fußball-Club Bayern München nelle competizioni ufficiali della stagione 2013-2014.

## Stagione
L'esordio stagionale avviene in Supercoppa nella sconfitta in rimonta fuori casa contro il Borussia Dortmund (4-2).

Esattamente un mese dopo i bavaresi si rifanno vincendo la Supercoppa UEFA ai calci di rigore contro il Chelsea, dopo aver evitato la sconfitta pareggiando nel recupero dei supplementari.
Nel girone d'andata i bavaresi non lasciano spazio a nessuno, con 15 vittorie, 2 pareggi e 0 sconfitte si portano in testa al campionato con 10 punti di vantaggio sul Bayer Leverkusen, avendo una media di gol a partita da record. Le uniche squadre che riuscirono a pareggiare sono state Friburgo e Bayer Leverkusen (entrambe terminate 1-1). Anche in Champions League i tedeschi superano facilmente il girone, giungendo primi con 15 punti, vincendo tutte le partite eccetto l'ultima in casa contro il Manchester City (2-3).
 Nel mese di dicembre i rossi partecipano per la prima volta alla Coppa del mondo per club, riuscendo a vincere facilmente anche la Coppa del Mondo per club in Marocco, battendo in semifinale i cinesi del Guangzhou per 3-0, grazie alle reti di Ribéry, Mandžukić e Götze. In finale battono i marocchini del Raja Casablanca per 2-0 con le reti di Dante e Thiago Alcántara. Nel girone di ritorno i bavaresi vinceranno tutte le prime 10 partite, allungando a 19 partite la serie di vittorie consecutive (record assoluto della Bundesliga) e arrivando a 52 partite consecutive senza sconfitte tra vecchia e nuova stagione, stabilendo un nuovo record del campionato tedesco. Il 25 marzo 2014 con 7 turni d'anticipo i bavaresi vincono il 24º titolo della loro storia, grazie alla vittoria fuori casa contro l'Hertha Berlino (1-3).
La striscia di imbattibilità consecutiva si interrompe dopo 53 partite il 6 aprile 2014 contro l'Augusta (1-0) (decisivo il gol di Sascha Mölders), subendo la prima sconfitta in campionato. L'ultima sconfitta in campionato risaliva al 27 ottobre 2012 in casa contro il Bayer Leverkusen (1-2).
Quattro giorni dopo la prima sconfitta in campionato, i bavaresi raggiungono la terza semifinale consecutiva in tre anni della Champions League contro il Manchester Utd, grazie all'1-1 dell'andata e alla vittoria casalinga per 3-1. La semifinale di Champions League è la prima vera delusione della gestione Guardiola. La sua squadra viene eliminata facilmente dagli spagnoli del Real Madrid, i quali superano i tedeschi in entrambe le partite: 1-0 all'andata e 0-4 al ritorno. I bavaresi si riscatteranno vincendo il loro quarto trofeo stagionale, la Coppa di Germania, superando ai tempi supplementari i rivali del Borussia Dortmund (2-0): decisivi i gol di Robben e Müller. Il Bayern termina la sua stagione vincendo 4 trofei su 6, eguagliando il record di allori vinti in una stagione di Jupp Heynckes dell'anno scorso. In campionato i bavaresi vincono il campionato con 90 punti, un punto in meno della stagione precedente.

## Maglie e sponsor
|  | Casa |  | Trasferta |  | Europa |

## Rosa
Rosa aggiornata al 31 gennaio 2014.

## Calciomercato

### Sessione estiva(dall'1/7 al 31/8)
| Acquisti | Acquisti         | Acquisti          | Acquisti              |
| R.       | Nome             | da                | Modalità              |
| -------- | ---------------- | ----------------- | --------------------- |
| D        | Jan Kirchhoff    |                   | svincolato            |
| C        | Mario Götze      | Borussia Dortmund | definitivo (37 mln €) |
| C        | Thiago Alcántara | Barcellona        | definitivo (20 mln €) |
| C        | Mitchell Weiser  | Kaiserslautern    | fine prestito         |
| A        | Nils Petersen    | Werder Brema      | fine prestito         |

| Cessioni | Cessioni             | Cessioni         | Cessioni                |
| R.       | Nome                 | a                | Modalità                |
| -------- | -------------------- | ---------------- | ----------------------- |
| P        | Maximilan Riedmüller |                  | svincolato              |
| C        | Anatoliy Tymoshchuk  |                  | svincolato              |
| A        | Nils Petersen        | Werder Brema     | definitivo (3 mln €)    |
| A        | Mario Gómez          | Fiorentina       | definitivo (15,5 mln €) |
| C        | Emre Can             | Bayer Leverkusen | definitivo (5 mln €)    |
| C        | Luiz Gustavo         | Wolfsburg        | definitivo (17,5 mln €) |

### Sessione invernale(dal 3/1 al 31/1)
| Acquisti | Acquisti | Acquisti | Acquisti |
| R.       | Nome     | da       | Modalità |
| -------- | -------- | -------- | -------- |

| Cessioni | Cessioni      | Cessioni   | Cessioni                     |
| R.       | Nome          | a          | Modalità                     |
| -------- | ------------- | ---------- | ---------------------------- |
| D        | Jan Kirchhoff | Schalke 04 | prestito (fino al 30/6/2015) |

## Risultati

### Bundesliga

#### Girone di andata
| Arbitro: | Welz |

|                                           |           |                  |
| Robben 12’ Mandžukić 15’ Alaba 69’ (rig.) | Marcatori | 40’ (aut.) Dante |

| Arbitro: | Gagelmann |

|  |           |               |
|  | Marcatori | 13’ Mandžukić |

| Arbitro: | Dingert |

|                       |           |  |
| Ribéry 69’ Robben 78’ | Marcatori |  |

| Arbitro: | Meyer |

|            |           |             |
| Höfler 86’ | Marcatori | 33’ Shaqiri |

| Arbitro: | Stieler |

|                          |           |  |
| Mandžukić 51’ Ribéry 64’ | Marcatori |  |

| Arbitro: | Grafe |

|  |           |                                                         |
|  | Marcatori | 21’ Schweinsteiger 22’ Mandžukić 75’ Ribéry 84’ Pizarro |

| Arbitro: | Dankert |

|            |           |  |
| Müller 63’ | Marcatori |  |

| Arbitro: | Kircher |

|         |           |           |
| Sam 31’ | Marcatori | 29’ Kroos |

| Arbitro: | Kinhofer |

|                                          |           |            |
| Robben 50’ Müller 52’, 82’ Mandžukić 69’ | Marcatori | 44’ Parker |

| Arbitro: | Weiner |

|                              |           |                         |
| Mandžukić 29’, 51’ Götze 54’ | Marcatori | 4’ Ramos 58’ Ben-Hatira |

| Arbitro: | Welz |

|          |           |                          |
| Süle 34’ | Marcatori | 39’ Mandžukić 75’ Müller |

| Arbitro: | Gagelmann |

|                                           |           |  |
| Boateng 4’ Ribéry 42’ Müller 90+5’ (rig.) | Marcatori |  |

| Arbitro: | Grafe |

|  |           |                                 |
|  | Marcatori | 66’ Götze 85’ Robben 87’ Müller |

| Arbitro: | Stieler |

|                |           |  |
| Robben 2’, 30’ | Marcatori |  |

| Arbitro: | Fritz |

|  |           |                                                                                      |
|  | Marcatori | 21’ (aut.) Lukymia 27’ Van Buyten 38’, 82’ Ribéry 60’ Mandžukić 68’ Müller 90’ Götze |

| Arbitro: | Welz |

|                                       |           |             |
| Mandžukić 42’ Götze 52’ Shaqiri 90+3’ | Marcatori | 87’ Lasogga |

| Arbitro: | Grafe |

|              |           |                             |
| Ibišević 29’ | Marcatori | 76’ Pizarro 90+3’ Alcántara |

#### Girone di ritorno
| Arbitro: | Gagelmann |

|  |           |                            |
|  | Marcatori | 7’ Götze 53’ (rig.) Müller |

| Arbitro: | Meyer |

|                                                         |           |  |
| Götze 12’ Ribéry 44’ Robben 67’ Dante 69’ Mandžukić 89’ | Marcatori |  |

| Arbitro: | Welz |

|  |           |                        |
|  | Marcatori | 18’ Mandžukić 49’ Lahm |

| Arbitro: | Winkmann |

|                                        |           |  |
| Dante 19’ Shaqiri 34’, 42’ Pizarro 88’ | Marcatori |  |

| Arbitro: | Kircher |

|  |           |                                          |
|  | Marcatori | 25’, 59’ Müller 34’ Thiago 66’ Mandžukić |

| Arbitro: | Drees |

|                                                    |           |                    |
| Alaba 3’ Robben 15’, 28’, 77’ (rig.) Mandžukić 24’ | Marcatori | 64’ (aut.) Rafinha |

| Arbitro: | Welz |

|           |           |                                                           |
| Naldo 17’ | Marcatori | 26’ Shaqiri 63’, 78’ Müller 66’, 80’ Mandžukić 71’ Ribéry |

| Arbitro: | Schmidt |

|                                  |           |                |
| Mandžukić 44’ Schweinsteiger 52’ | Marcatori | 90+1’ Kießling |

| Arbitro: | Stieler |

|  |           |                              |
|  | Marcatori | 82’ Schweinsteiger 86’ Götze |

| Arbitro: | Fritz |

|                  |           |                               |
| Ramos 66’ (rig.) | Marcatori | 6’ Kroos 14’ Götze 79’ Ribéry |

| Arbitro: | Dingert |

|                              |           |                                       |
| Pizarro 31’, 40’ Shaqiri 34’ | Marcatori | 23’ Modeste 44’ Salihović 75’ Firmino |

| Arbitro: | Grafe |

|             |           |  |
| Mölders 31’ | Marcatori |  |

| Arbitro: | Zwayer |

|  |           |                                     |
|  | Marcatori | 20’ Mkhitaryan 49’ Reus 56’ Hofmann |

| Arbitro: | Siebert |

|  |           |                           |
|  | Marcatori | 75’ Pizarro 86’ Mandžukić |

| Arbitro: | Winkmann |

|                                                           |           |                             |
| Ribéry 20’ Pizarro 53’, 57’ Schweinsteiger 61’ Robben 74’ | Marcatori | 10’ Gebre Selassie 36’ Hunt |

| Arbitro: | Fritz |

|                |           |                                       |
| Çalhanoğlu 72’ | Marcatori | 32’, 69’ Götze 55’ Müller 75’ Pizarro |

| Arbitro: | Dankert |

|               |           |  |
| Pizarro 90+2’ | Marcatori |  |

### Coppa di Germania
| Arbitro: | Bandurski |

|  |           |                                             |
|  | Marcatori | 18’ Shaqiri 45’, 59’, 64’ Müller 88’ Robben |

| Arbitro: | Drees |

|                                        |           |              |
| Müller 17’, 64’ Pizarro 27’ Ribéry 78’ | Marcatori | 37’ Ya Konan |

| Arbitro: | Zwayer |

|  |           |                      |
|  | Marcatori | 4’ Robben 78’ Müller |

| Arbitro: | Zwayer |

|  |           |                                              |
|  | Marcatori | 21’, 74’, 76’ Mandžukić 26’ Dante 54’ Robben |

| Arbitro: | Kinhofer |

|                                                                          |           |            |
| Schweinsteiger 23’ Kroos 32’ Müller 50’ (rig.) Mandžukić 78’ Götze 90+1’ | Marcatori | 60’ Zoller |

| Arbitro: | Meyer |

|  |           |                           |
|  | Marcatori | 107’ Robben 120+3’ Müller |

### UEFA Champions League

#### Fase a gironi
| Arbitro: | Rocchi |

|                                   |           |  |
| Alaba 4’ Mandžukić 41’ Robben 68’ | Marcatori |  |

| Arbitro: | Kuipers |

|             |           |                                 |
| Negredo 79’ | Marcatori | 7’ Ribéry 56’ Müller 59’ Robben |

| Arbitro: | Kelly |

|                                                                 |           |  |
| Ribéry 25’ (rig.), 61’ Alaba 37’ Schweinsteiger 64’ Götze 90+1’ | Marcatori |  |

| Arbitro: | Mateu Lahoz |

|  |           |               |
|  | Marcatori | 65’ Mandžukić |

| Arbitro: | Gautier |

|                  |           |                                        |
| Honda 62’ (rig.) | Marcatori | 17’ Robben 56’ Götze 65’ (rig.) Müller |

| Arbitro: | Fernandez Borbalan |

|                     |           |                                         |
| Müller 5’ Götze 12’ | Marcatori | 28’ Silva 59’ (rig.) Kolarov 62’ Milner |

#### Fase a eliminazione diretta
| Arbitro: | Rizzoli |

|  |           |                      |
|  | Marcatori | 54’ Kroos 88’ Müller |

| Arbitro: | Moen |

|                    |           |              |
| Schweinsteiger 55’ | Marcatori | 57’ Podolski |

| Arbitro: | Velasco Carballo |

|           |           |                    |
| Vidić 58’ | Marcatori | 67’ Schweinsteiger |

| Arbitro: | Eriksson |

|                                     |           |          |
| Mandžukić 59’ Müller 68’ Robben 76’ | Marcatori | 57’ Evra |

| Arbitro: | Webb |

|             |           |  |
| Benzema 19’ | Marcatori |  |

| Arbitro: | Proença |

|  |           |                                 |
|  | Marcatori | 16’, 20’ Ramos 34’, 90’ Ronaldo |

### Supercoppa di Germania
| Arbitro: | Drees |

|                                                 |           |                 |
| Reus 6’, 86’ Van Buyten 56’ (aut.) Gündoğan 57’ | Marcatori | 54’, 64’ Robben |

### Supercoppa UEFA
| Arbitro: | Eriksson |

|                                 |                      |                                      |
| Ribéry 47’ Martínez 120+1’      | Marcatori            | 8’ Torres 93’ Hazard                 |
| Alaba Kroos Lahm Ribéry Shaqiri | Tiri di rigore 5 – 4 | David Luiz Oscar Lampard Cole Lukaku |

### Coppa del mondo per club FIFA
| Arbitro: | Gassama |

|  |           |                                    |
|  | Marcatori | 40’ Ribéry 44’ Mandžukić 47’ Götze |

| Arbitro: | Ricci |

|                        |           |  |
| Dante 7’ Alcántara 22’ | Marcatori |  |

## Statistiche
Statistiche aggiornate al 17 maggio 2014.

### Statistiche di squadra
| Competizione                  | Punti | In casa | In casa | In casa | In casa | In casa | In casa | In trasferta | In trasferta | In trasferta | In trasferta | In trasferta | In trasferta | Totale | Totale | Totale | Totale | Totale | Totale | DR   |
| Competizione                  | Punti | G       | V       | N       | P       | Gf      | Gs      | G            | V            | N            | P            | Gf           | Gs           | G      | V      | N      | P      | Gf     | Gs     | DR   |
| ----------------------------- | ----- | ------- | ------- | ------- | ------- | ------- | ------- | ------------ | ------------ | ------------ | ------------ | ------------ | ------------ | ------ | ------ | ------ | ------ | ------ | ------ | ---- |
| Bundesliga                    | 90    | 17      | 15      | 1       | 1       | 48      | 15      | 17           | 14           | 2            | 1            | 46           | 8            | 34     | 29     | 3      | 2      | 94     | 23     | +71  |
| Coppa di Germania             | -     | 2       | 2       | 0       | 0       | 9       | 2       | 3            | 3            | 0            | 0            | 12           | 0            | 6      | 6      | 0      | 0      | 23     | 2      | +21  |
| Supercoppa di Germania        | -     | -       | -       | -       | -       | -       | -       | 1            | 0            | 0            | 1            | 2            | 4            | 1      | 0      | 0      | 1      | 2      | 4      | -2   |
| Champions League              | -     | 6       | 3       | 1       | 2       | 14      | 9       | 6            | 4            | 1            | 1            | 10           | 4            | 12     | 7      | 2      | 3      | 24     | 13     | +11  |
| Supercoppa UEFA               | -     | -       | -       | -       | -       | -       | -       | -            | -            | -            | -            | -            | -            | 1      | 0      | 1      | 0      | 2      | 2      | 0    |
| Coppa del mondo per club FIFA | -     | -       | -       | -       | -       | -       | -       | -            | -            | -            | -            | -            | -            | 2      | 2      | 0      | 0      | 5      | 0      | +5   |
| Totale                        | -     | 25      | 20      | 2       | 3       | 71      | 26      | 27           | 21           | 3            | 3            | 70           | 16           | 56     | 44     | 6      | 6      | 150    | 44     | +106 |

### Andamento in campionato
| Giornata  | 1 | 2 | 3 | 4 | 5 | 6 | 7 | 8 | 9 | 10 | 11 | 12 | 13 | 14 | 15 | 16 | 17 | 18 | 19 | 20 | 21 | 22 | 23 | 24 | 25 | 26 | 27 | 28 | 29 | 30 | 31 | 32 | 33 | 34 |
| --------- | - | - | - | - | - | - | - | - | - | -- | -- | -- | -- | -- | -- | -- | -- | -- | -- | -- | -- | -- | -- | -- | -- | -- | -- | -- | -- | -- | -- | -- | -- | -- |
| Luogo     | C | T | C | T | C | T | C | T | C | C  | T  | C  | T  | C  | T  | C  | T  | T  | C  | T  | C  | T  | C  | T  | C  | T  | T  | C  | T  | C  | T  | C  | T  | C  |
| Risultato | V | V | V | N | V | V | V | N | V | V  | V  | V  | V  | V  | V  | V  | V  | V  | V  | V  | V  | V  | V  | V  | V  | V  | V  | N  | P  | P  | V  | V  | V  | V  |
| Posizione | 1 | 1 | 1 | 5 | 4 | 3 | 3 | 3 | 1 | 1  | 1  | 1  | 1  | 1  | 1  | 1  | 1  | 1  | 1  | 1  | 1  | 1  | 1  | 1  | 1  | 1  | 1  | 1  | 1  | 1  | 1  | 1  | 1  | 1  |

Fonte:  Bundesliga – Classifiche, su sport.sky.it, sport.sky.it. URL consultato l'8 luglio 2014 (archiviato dall'url originale il 14 luglio 2014).
Legenda:

Luogo: C = Casa; T = Trasferta. Risultato: V = Vittoria; N = Pareggio; P = Sconfitta.

### Statistiche dei giocatori
| Giocatore         | Bundesliga | Bundesliga | Bundesliga  | Bundesliga | Coppa di Germania | Coppa di Germania | Coppa di Germania | Coppa di Germania | Champions League | Champions League | Champions League | Champions League | Altro    | Altro | Altro       | Altro      | Totale   | Totale | Totale      | Totale     |
| Giocatore         | Presenze   | Reti       | Ammonizioni | Espulsioni | Presenze          | Reti              | Ammonizioni       | Espulsioni        | Presenze         | Reti             | Ammonizioni      | Espulsioni       | Presenze | Reti  | Ammonizioni | Espulsioni | Presenze | Reti   | Ammonizioni | Espulsioni |
| ----------------- | ---------- | ---------- | ----------- | ---------- | ----------------- | ----------------- | ----------------- | ----------------- | ---------------- | ---------------- | ---------------- | ---------------- | -------- | ----- | ----------- | ---------- | -------- | ------ | ----------- | ---------- |
| D. Alaba          | 28         | 2          | 0           | 0          | 5                 | 0                 | 0                 | 0                 | 12               | 2                | 0                | 0                | 4        | 0     | 0           | 0          | 49       | 4      | 0           | 0          |
| T Alcántara       | 16         | 2          | 1           | 0          | 2                 | 0                 | 0                 | 0                 | 5                | 0                | 1                | 0                | 2        | 1     | 0           | 0          | 25       | 3      | 2           | 0          |
| H. Badstuber      | 0          | 0          | 0           | 0          | 0                 | 0                 | 0                 | 0                 | 0                | 0                | 0                | 0                | 0        | 0     | 0           | 0          | 0        | 0      | 0           | 0          |
| J. Boateng        | 25         | 1          | 6           | 1          | 5                 | 0                 | 1                 | 0                 | 9                | 0                | 1                | 1                | 4        | 0     | 2           | 0          | 43       | 1      | 10          | 2          |
| D. Contento       | 10         | 0          | 1           | 0          | 1                 | 0                 | 0                 | 0                 | 2                | 0                | 0                | 0                | 0        | 0     | 0           | 0          | 13       | 0      | 1           | 0          |
| Dante             | 29         | 2          | 4           | 0          | 6                 | 1                 | 1                 | 0                 | 9                | 0                | 4                | 0                | 3        | 1     | 0           | 0          | 47       | 4      | 9           | 0          |
| M. Götze          | 27         | 10         | 0           | 0          | 4                 | 1                 | 0                 | 0                 | 11               | 3                | 0                | 0                | 3        | 1     | 0           | 0          | 45       | 15     | 0           | 0          |
| J. Green          | 0          | 0          | 0           | 0          | 0                 | 0                 | 0                 | 0                 | 1                | 0                | 0                | 0                | 0        | 0     | 0           | 0          | 1        | 0      | 0           | 0          |
| P. Højbjerg       | 7          | 0          | 0           | 0          | 2                 | 0                 | 1                 | 0                 | 0                | 0                | 0                | 0                | 0        | 0     | 0           | 0          | 9        | 0      | 1           | 0          |
| J. Kirchhoff      | 7          | 0          | 1           | 0          | 2                 | 0                 | 0                 | 0                 | 2                | 0                | 0                | 0                | 0        | 0     | 0           | 0          | 11       | 0      | 1           | 0          |
| T. Kroos          | 29         | 2          | 6           | 0          | 6                 | 1                 | 1                 | 0                 | 12               | 1                | 1                | 0                | 4        | 0     | 0           | 0          | 51       | 4      | 8           | 0          |
| P. Lahm           | 28         | 1          | 2           | 0          | 4                 | 0                 | 0                 | 0                 | 12               | 0                | 0                | 0                | 4        | 0     | 0           | 0          | 48       | 1      | 2           | 0          |
| M. Mandžukić      | 30         | 18         | 5           | 0          | 4                 | 4                 | 1                 | 0                 | 10               | 3                | 2                | 0                | 4        | 1     | 0           | 0          | 48       | 26     | 8           | 0          |
| J. Martínez       | 18         | 0          | 3           | 0          | 5                 | 0                 | 0                 | 0                 | 8                | 0                | 3                | 0                | 3        | 1     | 0           | 0          | 34       | 1      | 6           | 0          |
| T. Müller         | 31         | 13         | 2           | 0          | 5                 | 8                 | 1                 | 0                 | 12               | 5                | 0                | 0                | 3        | 0     | 0           | 0          | 51       | 26     | 3           | 0          |
| M. Neuer          | 31         | -18        | 0           | 0          | 5                 | -1                | 0                 | 0                 | 12               | -13              | 0                | 0                | 3        | -2    | 0           | 0          | 51       | -34    | 0           | 0          |
| C. Pizarro        | 17         | 10         | 0           | 0          | 2                 | 1                 | 0                 | 0                 | 5                | 0                | 0                | 0                | 2        | 0     | 0           | 0          | 26       | 11     | 0           | 0          |
| L. Raeder         | 2          | -2         | 0           | 0          | 1                 | -1                | 0                 | 0                 | 0                | 0                | 0                | 0                | 0        | 0     | 0           | 0          | 3        | -3     | 0           | 0          |
| Rafinha           | 28         | 0          | 4           | 0          | 6                 | 0                 | 0                 | 0                 | 9                | 0                | 1                | 0                | 3        | 0     | 0           | 0          | 46       | 0      | 5           | 0          |
| F. Ribéry         | 22         | 10         | 2           | 0          | 4                 | 1                 | 0                 | 0                 | 10               | 3                | 0                | 0                | 3        | 2     | 1           | 0          | 39       | 16     | 3           | 0          |
| A. Robben         | 28         | 11         | 0           | 0          | 5                 | 4                 | 1                 | 0                 | 10               | 4                | 0                | 0                | 2        | 2     | 0           | 0          | 45       | 21     | 1           | 0          |
| Y. Sallahi        | 1          | 0          | 0           | 0          | 0                 | 0                 | 0                 | 0                 | 0                | 0                | 0                | 0                | 0        | 0     | 0           | 0          | 1        | 0      | 0           | 0          |
| B. Schweinsteiger | 23         | 4          | 4           | 0          | 4                 | 1                 | 0                 | 0                 | 8                | 3                | 2                | 1                | 1        | 0     | 0           | 0          | 36       | 8      | 6           | 1          |
| X. Shaqiri        | 17         | 6          | 0           | 0          | 3                 | 1                 | 1                 | 0                 | 3                | 0                | 0                | 0                | 4        | 0     | 0           | 0          | 27       | 7      | 1           | 0          |
| T. Starke         | 2          | -3         | 0           | 0          | 0                 | 0                 | 0                 | 0                 | 0                | 0                | 0                | 0                | 1        | -4    | 0           | 0          | 3        | -7     | 0           | 0          |
| D. Van Buyten     | 12         | 1          | 3           | 0          | 3                 | 0                 | 1                 | 0                 | 2                | 0                | 0                | 0                | 2        | 0     | 0           | 0          | 19       | 1      | 4           | 0          |
| P. Weihrauch      | 0          | 0          | 0           | 0          | 0                 | 0                 | 0                 | 0                 | 0                | 0                | 0                | 0                | 0        | 0     | 0           | 0          | 0        | 0      | 0           | 0          |
| M. Weiser         | 3          | 0          | 1           | 0          | 0                 | 0                 | 0                 | 0                 | 1                | 0                | 0                | 0                | 0        | 0     | 0           | 0          | 4        | 0      | 1           | 0          |